# Monstre marin

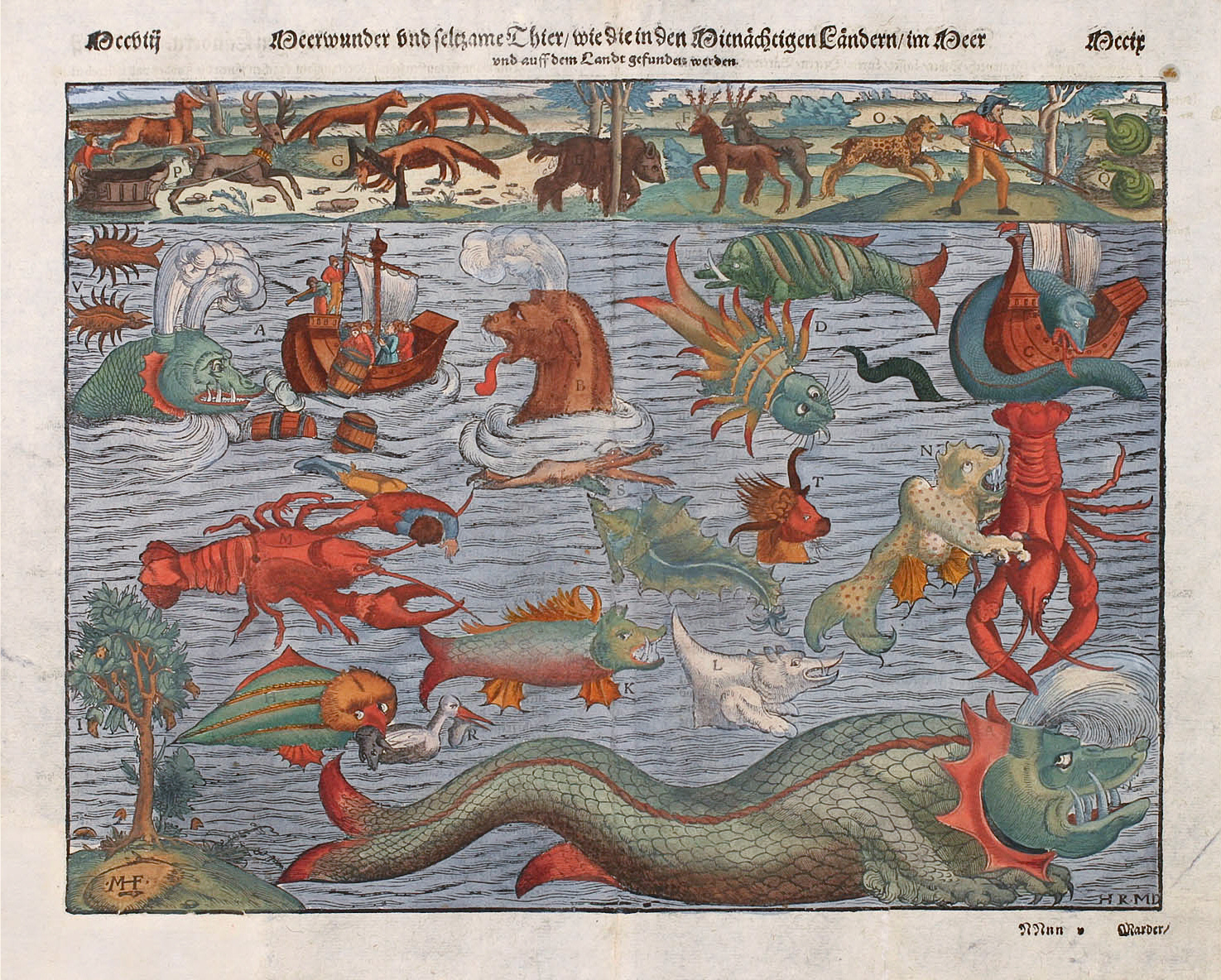
Monstres marins par Sebastian Münster, inspiré de la Carta marina d'Olaus Magnus

Les monstres marins sont des créatures imaginaires monstrueuses vivant dans le monde marin. Ils sont présents dans les mythologies et les folklores, et dans de nombreuses fictions.

## Dénomination
Dans l'Antiquité, le terme grec kêtos comme le latin cetus désignent d'ailleurs autant les baleines que les grands requins et toutes sortes de gros animaux et « monstres marins ». Ce mot a donné en français les cétacés, désormais bien séparés des autres groupes de grands vertébrés marins que sont les pinnipèdes (également des mammifères), les tortues marines, les poissons cartilagineux (requins et raies), les gros poissons et les groupes d'invertébrés géants comme les calmars géants.

## Réalité et fiction
Il est possible de qualifier de « monstre marin » une créature marine réelle à l'aspect effrayant, par exemple une baleine, un calmar géant ou un poisson de la faune abyssale — en particulier lorsqu'ils sont échoués et déformés par la putréfaction. Mais les monstres marins font avant tout partie des imaginaires collectifs, et beaucoup sont imaginaires. Historiquement, la peur des monstres marins a reculé progressivement avec l'émergence de la biologie marine qui identifie et étudie les organismes marins, et dont les progrès ont permis de départager les espèces réelles des espèces fictives telles que les serpents de mer géants, les sirènes, les ondines, etc.
Toutefois, l'étude des monstres marins ne se réduit pas à la problématique de la réalité de leur existence. Des disciplines telles que l'anthropologie, la mythologie et la mythologie comparée cherchent à replacer ces créatures dans le cadre général des imaginaires collectifs et tentent de comprendre la place et le rôle qu'elles jouent dans la culture d'une communauté donnée à une époque donnée. Un monstre marin tel que le poisson-évêque, par exemple, est lié à l'imaginaire chrétien propre au Moyen Âge et à la Renaissance, tandis que le serpent Jörmungand ne peut pas être compris indépendamment de l'imaginaire propre à la mythologie nordique dont il fait partie.
La cryptozoologie, une pseudo-science à la valeur très contestée, se concentre au contraire sur le problème de l'existence ou de la non existence des animaux dont la réalité n'est pas assurée, et parmi eux des monstres marins comme le fameux monstre du Loch Ness.